# Palacio de la Química

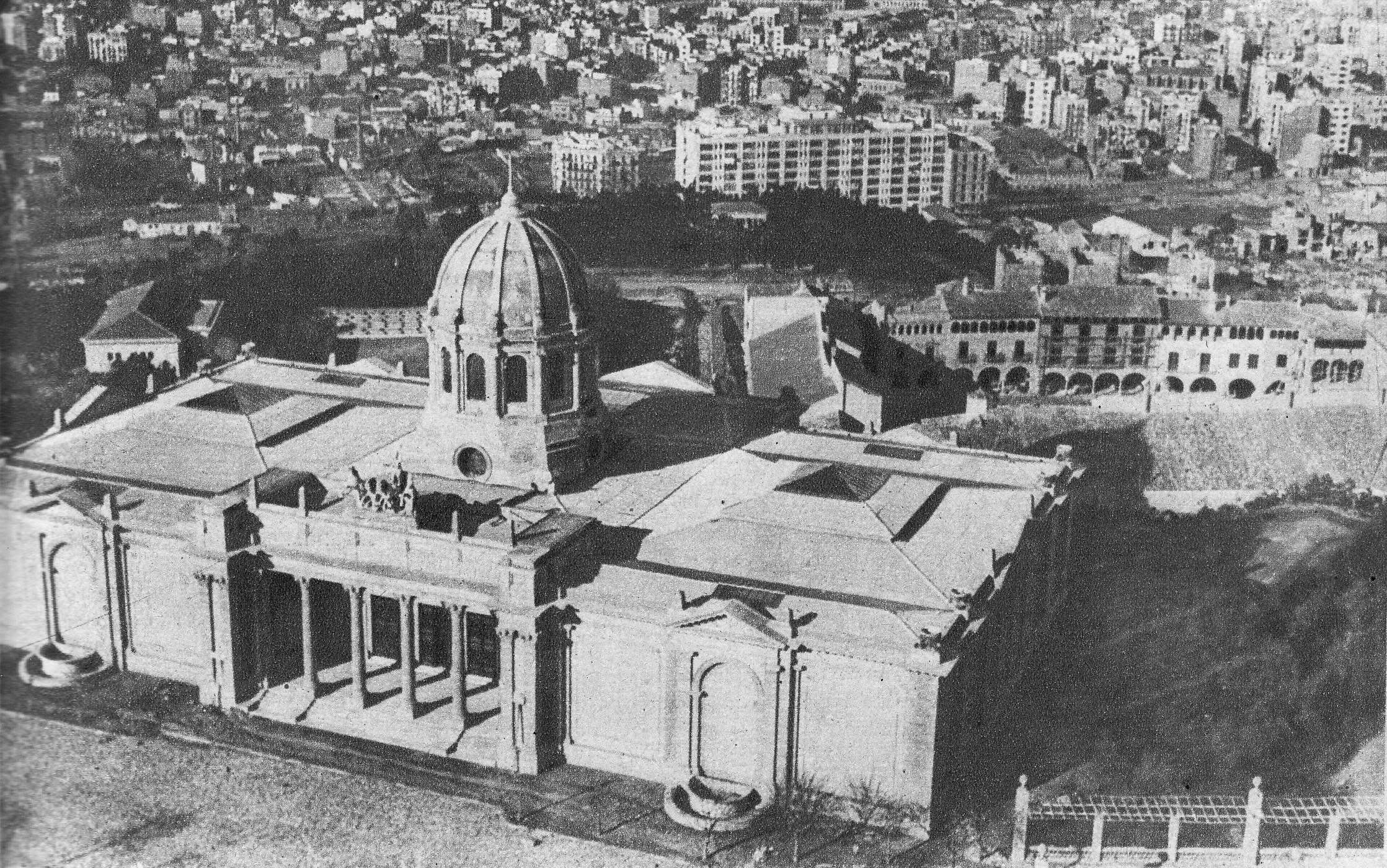
Palacio de la Química, proyectado en 1927 por Antoni Sardà.

El Palacio de la Química fue un edificio situado en la avenida dels Montanyans, detrás del recinto del Pueblo Español y delante del antiguo Parque de Atracciones de la Foixarda, en Barcelona. Obra de Antoni Sardà de 1927, fue construido con motivo de la Exposición Internacional de Barcelona de 1929.
En un principio, su función era como exhibición de material deportivo a lo largo de la exposición; sin embargo, finalmente se decidió dedicarlo a presentar los últimos avances de la industria química.
De este modo, empresas españolas —ocupando la sala central—, italianas, francesas y suizas expusieron en el palacio productos químicos y farmacéuticos, al menos los conocidos hasta el momento.

## Historia
El palacio de la Química fue proyectado en 1927 por Antoni Sardà, inicialmente con el objetivo de exponer material deportivo durante la Exposición Internacional de 1929. Más tarde, sin embargo, acabó siendo destinado a la exhibición de los últimos avances de la industria química de varios países. Cuando finalizó la Exposición Internacional el edificio resultó carente de una finalidad determinada, por lo que el gobierno municipal decidió otorgarle un uso: el 2 de marzo de 1932, un acuerdo municipal concedió a la editora Orphea Film (procedente de París) una licencia temporal para instalar un estudio en los locales que habían quedado abandonados del palacio. Estos serían los que, tiempo posterior, se conocerían como Estudios Cinematográficos Orphea. 
Francisco Elías y Camille Lemoine, sus precursores, llegaron a Barcelona con unos aparatos evolucionados y preparados para filmar películas sonoras y poder trabajar bajo unos costes menores. Así fue como empezó la instalación de los aparatos acústicos. En mayo de 1932, se inició el rodaje de Pax, la que sería la primera película rodada en estos estudios —a pesar de que solo se filmó la versión francesa—. Francisco Elías fue el guionista y director de esta fábula pacifista en la que se realizaba una crítica sobre la figura del general Primo de Rivera.
La inauguración de los estudios con este rodaje ocasionó cierta discrepancia entre los historiadores, dado que muchos de ellos no estaban de acuerdo con el hecho que fuera el presidente Francesc Macià el personaje que asistiera en dicho acto. Muchos consideraban que la Generalidad de Cataluña le estaba dando un espaldarazo y protagonismo especial por la simple ubicación de los estudios, y era por el simple hecho que en Madrid todavía no existían estudios sonoros.
De este modo, Barcelona se convirtió en la capital cinematográfica de España durante la época, dado que fue el lugar donde se filmaron la totalidad de películas sonoras españolas del año 1932 y la mayoría de las de 1933. Este hecho, pues, fue muy positivo tanto para Barcelona como para los Estudios Orphea.
El 16 de junio de 1933, el director español Benito Perojo finalizó en los estudios barceloneses su película Susana tiene un secreto, que fue la primera película española filmada en estos estudios.
Tres años más tarde, hacia febrero de 1936, el edificio se vio sometido a un incendio proveniente de una de las salas laterales que provocó la intervención de los bomberos. Esto significó la destrucción de una gran parte de los estudios y el derrumbamiento del techo de aquella parte del palacio. Sin embargo, el edificio fue reconstruido y continuó con su funcionamiento vinculado al séptimo arte, el arte cinematográfico. 
A partir de aquel momento, había una división binaria de los estudios para contar con las ventajas que comportaba la realización de dos películas a la vez. El primer escenario ocupaba un espacio de 1775  m² y el segundo de 1770. Los metros cuadrados restantes se encontraban ocupados por oficinas y servicios de los estudios.
Desgraciadamente, unos cuantos años después, el 28 de abril de 1962, se produjo el incendio que dejó totalmente destruido el antiguo palacio de la Química. La última película que se pudo rodar en esos estudios fue La bella Lola, dirigida por Alfonso Balcázar.
En el lugar donde se podía visitar el palacio de la Química y se ubicaron los Estudios Orphea hay un aparcamiento para autocares de los turistas que visitan el Pueblo Español.

## Arquitectura del edificio
El edificio tenía una superficie de, aproximadamente, 4500  m² y se encontraba situado junto al palacio de las Diputaciones. Tenía una cúpula monumental nervada de base decagonal (diez lados y diez ángulos) y una escultura del carro tirada por caballos, la cual se encontraba en el acceso principal conjuntamente con cuatro columnas. En el vestíbulo de la entrada había una jarra de proporciones gigantes con una inscripción en referencia a una importante casa farmacéutica barcelonesa.
El edificio, además, disponía de tres secciones que se encontraban comunicadas a través de un cuerpo central. Por otro lado, tenía cierta influencia del estilo francés de la época. Mostraba material deportivo en sus salones, a pesar de que más tarde se cambió la finalidad de su construcción y se dedicó, íntegramente, a la industria química. 
Hace falta mencionar, también, que el palacio de la Química tenía un importante protagonismo en todo el skyline de Montjuic.

## Distribución
Cuando el palacio fue destinado a la exposición de productos químicos se encontraba organizado de una manera determinada, por lo que cada país ocupaba un espacio en concreto y contribuía de una manera específica.
- España: era la sección que proporcionaba la principal esperanza en la industria nacional. En 1927, las importaciones representaban una salida de 230 millones de pesetas, hecho que significaba la capacidad consumidora de la nación española de materias que, una vez transformadas, podían ser aplicadas en diversas industrias.
- Italia: se encontraba en el ala derecha y presentaba la Fabrica Reunnita Agricultori Italiani, una instalación bastante completa del Instituto Sieroterapéutico Milanés, otra del Instituto Médico Farmacéutico de Roma y la última del Instituto Nacional Médico Farmacéutico.
- Francia: en el ala izquierda exponía productos de las Industrias Químicas Primeras materias, Pinturas y Pieles, Productos farmacéuticos y Papeles que se podían localizar en Vernon, París, Saint Claire, Huningue y Mulhouse.